# Насик
На́сик (маратхи नाशिक, произношениео файле) — город на западе Индии в штате Махараштра. Насик расположен на северо-западе штата в 171 километрах от Мумбаи и 210 километрах от Пуны. Административный центр округа Насик. Насик является третьим по численности населения городом штата (после Мумбаи и Пуны). Насик, Мумбаи и Пуна образуют «золотой треугольник» штата Махараштра.
Согласно преданиям в Насике в изгнании провёл 14 лет Рама. Насик расположен на берегах реки Годавари, которая берёт начало к юго-западу от Насика, в городе Тримбакешвар. Это одно из четырёх мест в мире, где проводится Кумбха-мела. В Насике сохранилось свыше 100 древних храмов, включая храм Калрам и Тримбакешвар Шива.

## История

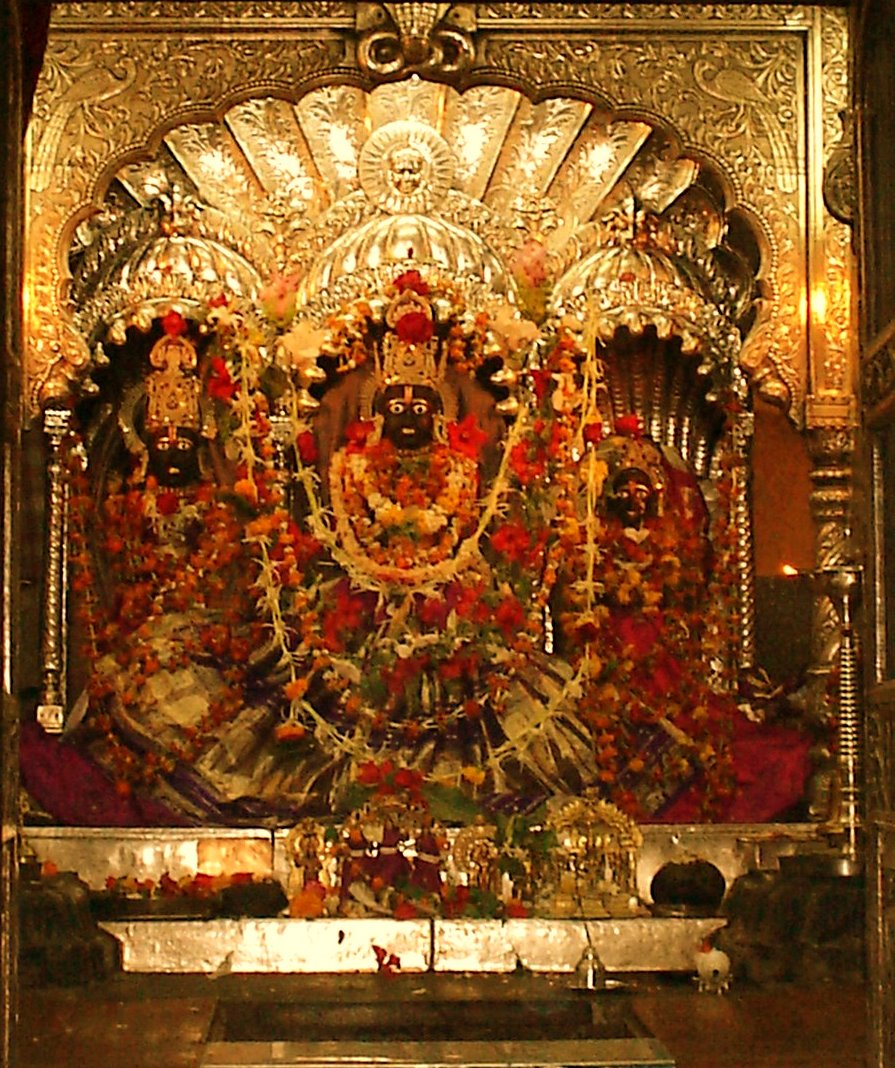
Рама, Лакшман, Сита в храме Насика

Дата основания города неизвестна. Предполагается, что постоянное поселение существовало здесь ещё в каменном веке. Согласно легендам название города связано с событиями, изложенными в древнеиндийском эпосе «Рамаяна». Во время изгнания Раму попыталась соблазнить сестра царя демонов Равана, Шурпанакха. Разгневанный Рама отрубил у неё нос («nashika/naak»).
В 1615 году город был захвачен султаном империи Великих Моголов Ниджамшахом. Первый мусульманин, прибывший сюда из Медины, исламский святой «Хазрет Пир Саид Садик Шах Хуссейни Сармаст Мадни Накви Кхисти», назвал город Гульшанабад (Urdu: گلشن آباد), что означает «Город цветов». В персидском языке слово «гульшан» означает роза, и «бад» означает город. Отсюда свежие розы доставлялись Аурангзебу. В 1673 году Насик оказался в составе империи Маратха. В течение последней четверти 17-го-первой четверти 18-го века город неоднократно подвергался нападениям исламских и индуистских правителей и переходил из рук в руки. Город вернул название «Насик» во время правления пешв империи Маратха в 1734 году.
С 1818 года — в составе Британской Индии, город восстанавливает своё значение. Британцы обустроили в городе одно из крупнейших в Азии полей для гольфа. В 1862 году открыта железнодорожная станция. В 1864 году город получил статус муниципалитета. В 1869 году образован округ Насик.

## Физико-географическая характеристика
Средняя высота над уровнем моря — 600 м. Исток реки Годавари находится в 24 км от центра города, река протекает вдоль северной границы Насика, сквозь старые жилые кварталы. Насик расположен на западной окраине плоскогорья Декан. Почвы благоприятны для земледелия. Общая площадь города — 259,13 кв. км, что делает его одним из крупнейших по площади городов Махараштры (после Мумбаи, Пуны и Пимпри-Чинчвада).
Климат
Климат города характеризуется как тропический. Период муссонов продолжается с июня по сентябрь. Зимний период с ноября по февраль отличается мягким засушливым климатом с тёплыми дневными температурами и довольно прохладными ночами. Самая высокая когда-либо зафиксированная температура была отмечена 12 мая 1960 года: 44,8°С. Самая низкая температура — 7 января 1945 года: 0,6°С.
Среднегодовой уровень осадков — 812 мм.
| Показатель                    | Янв. | Фев. | Март | Апр. | Май  | Июнь | Июль | Авг. | Сен. | Окт. | Нояб. | Дек. | Год  |
| ----------------------------- | ---- | ---- | ---- | ---- | ---- | ---- | ---- | ---- | ---- | ---- | ----- | ---- | ---- |
| Абсолютный максимум, °C       | 35,5 | 36,5 | 40,3 | 42,4 | 43,1 | 40,4 | 35,4 | 34,3 | 36,5 | 38,5 | 34,7  | 32,8 | 43,1 |
| Средний суточный максимум, °C | 28,3 | 30,1 | 33,3 | 35,5 | 35,9 | 34,4 | 32,1 | 28,2 | 28,0 | 28,6 | 30,9  | 28,7 | 31,1 |
| Средняя температура, °C       | 20,4 | 21,8 | 25,3 | 28,3 | 29,5 | 27,6 | 25,1 | 24,7 | 24,6 | 25,0 | 22,7  | 20,8 | 26,9 |
| Средний суточный минимум, °C  | 12,5 | 13,6 | 17,4 | 21,1 | 23,2 | 23,1 | 22,0 | 21,5 | 20,7 | 19,2 | 15,5  | 12,9 | 18,6 |
| Абсолютный минимум, °C        | 0,4  | 0,6  | 5,7  | 8,9  | 13,5 | 18,3 | 17,0 | 17,0 | 13,5 | 9,8  | 4,4   | 2,2  | 0,4  |
| Норма осадков, мм             | 1    | 0    | 2    | 7    | 17   | 112  | 248  | 163  | 169  | 69   | 20    | 4    | 812  |
| Источник:                     |      |      |      |      |      |      |      |      |      |      |       |      |      |

## Население

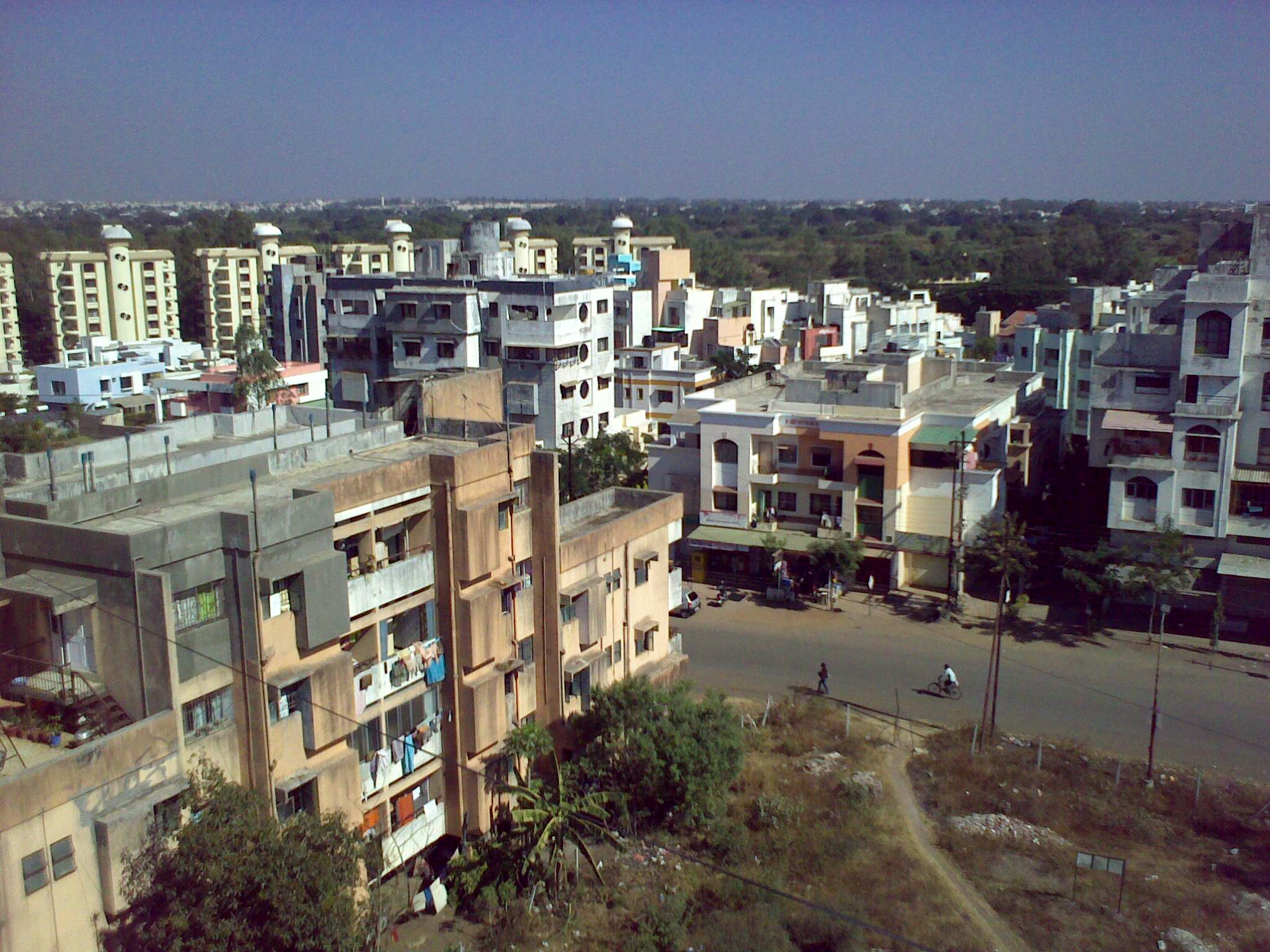
Один из новых районов города

По данным переписи 2001 года население города составляло 1 152 326 человек (мужчины — 54 %, женщины — 46 %). Уровень грамотности — 74 % (80 % мужчин и 66 % женщин). Доля детей до 6 лет: 14 %. Только около 3 % населения Нашика живёт в трущобах, что является крайне низким показателем для крупных городов Индии (данные на 2010 год).
| Религии в Насике                                                         | Религии в Насике | Религии в Насике | Религии в Насике | Религии в Насике |
| Религия                                                                  |                  |                  | Процент          |                  |
| ------------------------------------------------------------------------ | ---------------- | ---------------- | ---------------- | ---------------- |
| индуизм                                                                  |                  |                  | 64.0 %           |                  |
| ислам                                                                    |                  |                  | 23.0 %           |                  |
| буддизм                                                                  |                  |                  | 10.0 %           |                  |
| джайнизм                                                                 |                  |                  | 1.5 %            |                  |
| другие†                                                                  |                  |                  | 1.5 %            |                  |
| Distribution of religions †Включая сикхизм (1.0%), христианство (<0.5%). |                  |                  |                  |                  |

## Экономика

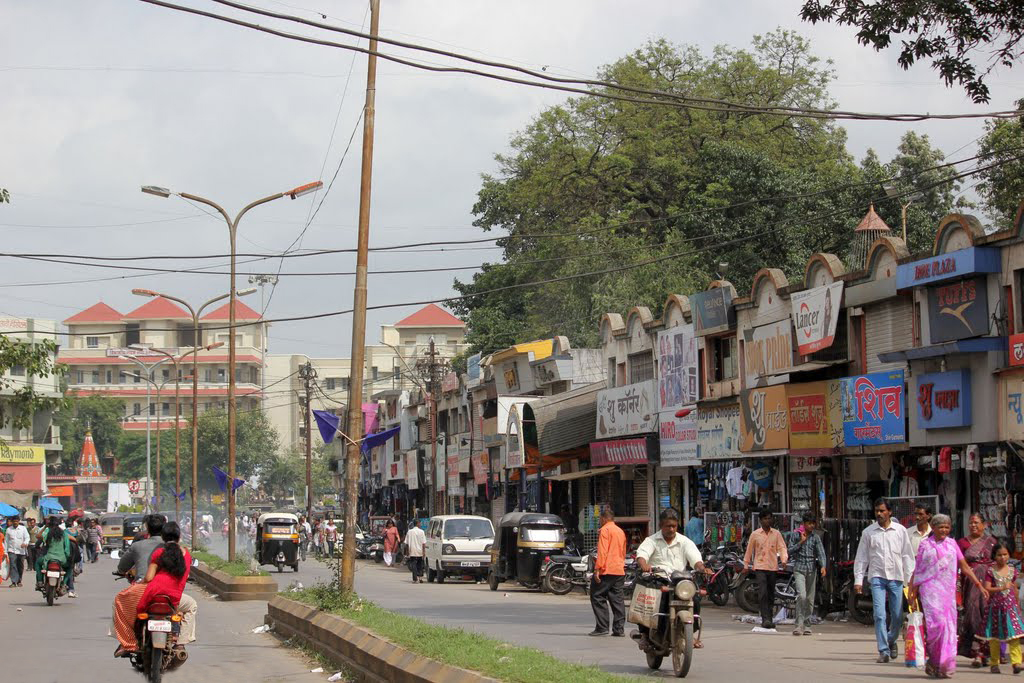
Рынок Шалимар, один из крупнейших в Насике

Насик — важный промышленный центр Индии. В 10 км от Насика расположен авиационный завод компании Hindustan Aeronautics Limited. На нём занято около 7 000 работников. Hindustan Aeronautics Limited — один из крупнейших работодателей в городе. В Насике расположены предприятия, на которых осуществляется печать денежных знаков и государственных гербовых бланков. В Насике расположены предприятия таких компаний как Bosch India, Mahindra and Mahindra, CEAT, Thyssen Krupp, Epcos, Atlas Copco, Crompton Greaves, ABB, Coca Cola, Siemens и др.
В Насике расположены две тепловые электростанции.
Также в городе имеются предприятия лёгкой промышленности, в частности, развито ковроткачество.
В Насике также действует 36 винодельческих предприятий мирового уровня. Город называют винодельческой столицей Индии.
Насик известен своим виноградом, луком и томатами. Насик знаменит своими сортами столового винограда. Виноград из Насика экспортируется в Европу, на Ближний Восток и в страны Азии
В Насике расположено множество учреждений здравоохранения. Здесь находится Медицинский университет Махараштры.

## Транспорт

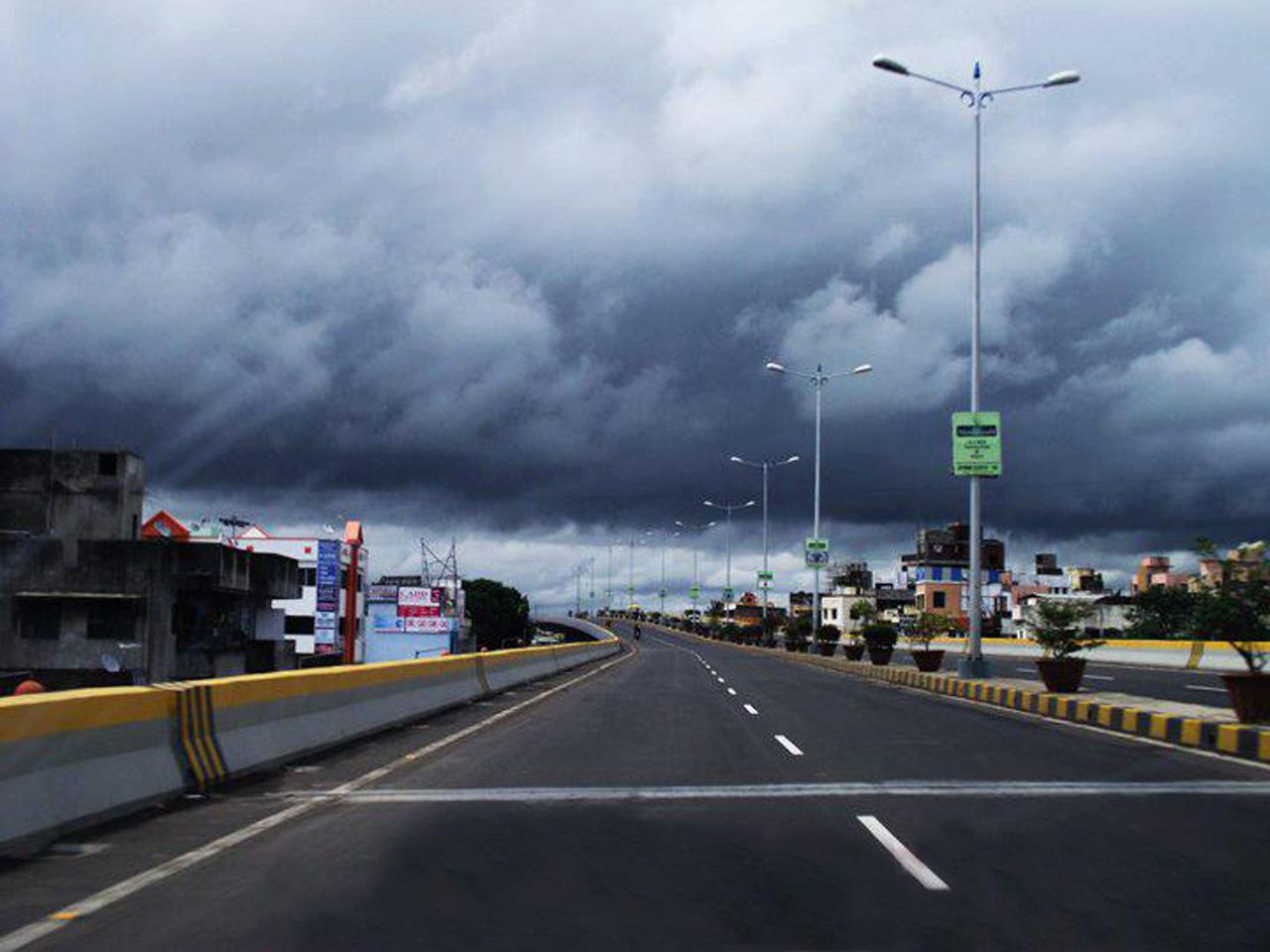
Национальное шоссе № 3

В Насике пересекаются два национальных шоссе № 3 (Мумбаи — Агра) и № 50 (Мумбаи — Пуна). Также город связан многополосными шоссе с Аурангабадом и другими городами штата.
Железнодорожная станция Насик расположена в 10 км от центра города, относится к Центральной железной дороге Индии. Насик связан железнодорожным сообщением с такими городами Индии как Мумбаи, Дели, Калькутта, Нагпур, Канпур, Гувахати и др.
Насик — один из немногих городов Индии, где действует трамвай. Также в городе действует сеть автобусных маршрутов, обслуживаемых Транспортной корпорацией штата Махараштра.
Городской аэропорт Озар (ИАТА: ISK, ИКАО: VAOZ) расположен в 20 км от центра Насика. 3 марта 2014 года был открыт новый терминал аэропорта. Также Насик имеет второй аэропорт Гандинагар (ИАТА: VANR), однако его взлётно-посадочная полоса короче, и он не может принимать современные авиалайнеры. В военном городке Деолали действует военный аэродром, принимающий только внутренние рейсы.

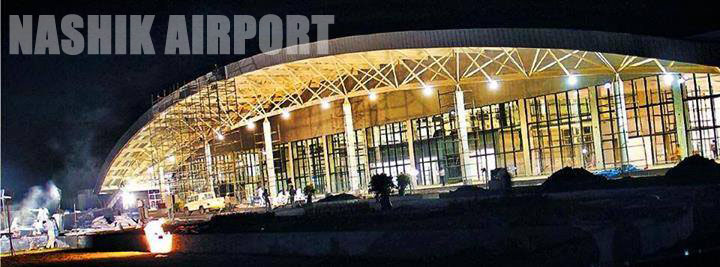
Аэропорт Насика